# Rufin Molomadan
Rufin Brice Molomadan (* 22. Juli 1967) ist ein ehemaliger zentralafrikanischer Radrennfahrer.
Er nahm an den Olympischen Sommerspielen 1992 in Barcelona teil. Im Mannschaftszeitfahren über 102,8 km fuhr er mit den Teamkollegen Vincent Gomgadja, Obed Ngaite und Christ Yarafa mit der Zeit von 2:45:43 h auf Rang 29.